# Core Animation
Core AnimationはmacOSを構成するミドルウェアの一種で、ユーザインタフェース表現用のアニメーション処理をサポートする。Mac OS X v10.5から導入されたほか、iPhoneにおいても同様の技術が採用されている。
Core Animation技術を利用することにより、アプリケーションの開発者は、簡単にインタフェースにアニメーションをもたせることができる。従来、アプリケーションでアニメーションをしようとすると、アニメーション中の制御など、複雑なプログラミングを要求された。CoreAnimationを利用すると、アニメーションさせる属性（位置や透明度）などを指定し、あとはアニメーション前後の値を指定するだけで、自動的にその中間のアニメーションがなされる。
たとえば、アプリケーション上のボタンや画像などが動くアニメーションをさせたい場合は、「位置」を属性として移動前、移動後の座標を指定すれば、その中間の座標を自動で計算して、なめらかにアニメーションされる。アニメーションの速度や加速・減速も自由に開発者がコントロールできる。キーフレーム系、補完系、描画系が分離しているために、ユーザーのアクションとそれに対するリアクションを完全に非同期で動かすことができ、しかも途中経過に一切手を触れる必要がないため、開発者にとって非常に分かりやすいモデルとなっている。
macOSでも、Cover FlowなどでCore Animationの技術が使われている。また、iPhoneで随所に見られるアニメーションも、Core Animationによるものである。